# 爆風シンデレラ戦線
『爆風シンデレラ戦線』（ばくふうシンデレラせんせん）は、亜月亮による日本の少女漫画。『りぼん』（集英社）1997年12月号から1998年5月号にかけて連載された。単行本は全1巻で、絶版。

## 概要
超名門お嬢様学校を舞台に、唯一の庶民である主人公が事件を巻き起こしていくというラブコメディ作品。主人公は作中で「白鳥の群れに迷い込んだアヒル」と例えられており、作中に登場する学校名やキャラクターの名前は鳥をモチーフにしたものとなっている。また、庶民としてお嬢様たちから浮いていた主人公が躍進していく姿などはタイトル通りにシンデレラになぞらえられている部分があり、ガラスの靴の代わりにスニーカーが重要なアイテムとなっている。
作中に登場する「白鳥女学館」は同著者のWピンチ!!の中にも登場する。

## あらすじ
私立白鳥女学館はお嬢様学校との誉れ高い超名門女子校で、生徒たちは「白鳥のマドンナ」と称され周囲から羨望の眼差しを向けられている。そんな白鳥に平凡な庶民ながら入学してしまった雛里つぐみは、周囲から浮きつつも日々をたくましく生きていた。
白鳥の隣にある名門男子校・青鶴（しょうかく）学園との境界にある木の上に向かってスニーカーを蹴り飛ばしたつぐみは、木の上で眠っていた青鶴の生徒・鳳凰寺鷹臣にスニーカーを当てて落下させてしまう。当然のことながら鷹臣に激怒されたつぐみは、蹴り飛ばしたスニーカーの片方を回収しないままその場から去っていった。
白鳥学園には、学園を象徴する存在であるミス・マドンナを立てるという伝統があり、あらかじめ教員が選定した生徒に白羽の矢を放つ行事があった。その行事の日、教員がミス・マドンナにふさわしい生粋のお嬢様に向かって矢を放とうとした瞬間、鷹臣が忘れ物のスニーカーをつぐみに向かって投げたせいで、誤って矢がつぐみに当たってしまった。全校生徒の前で行われた伝統行事にやり直しは効かず、つぐみは超名門・白鳥の顔であるミス・マドンナになってしまい波瀾万丈な日々をスタートする事となった。

## 登場人物
雛里つぐみ（ひなざと つぐみ）
白鳥女学館高等部一年生。平凡な庶民であるため学園内で浮いており、華道や社交ダンスなどのお嬢様学校らしいカリキュラムはろくにこなせない粗忽者。焼きそばコロッケパンなど庶民的なB級グルメを好んでいる。単純で大雑把ながらも明るく前向きな性格。
中等部の頃はごく庶民的な学校に通っていたが、「やらせ告白」に騙され大恥をかき、「凶暴なオトコ女でも引っかかるのか」と馬鹿にしてきた者たちを見返すためにお嬢様みたいになろうと白鳥に入学した。しかし3日で挫折し、自分らしく振る舞うようになった。
鳳凰寺鷹臣（ほうおうじ たかおみ）
青鶴学園高等部一年生。有名な企業である鳳凰寺グループの令息だが、お坊ちゃん扱いされる事を嫌い、苗字で呼ばれる事すら嫌う。かつては朱雀大路美奈子という2歳年上のお嬢様と親が決めた婚約関係にあったが、美奈子が他の男性と愛し合い駆け落ちをしてしまったため、その事にショックを受け、以降は無気力になり、授業もろくに受けずに木の上で昼寝してばかりという自堕落な日々を送るようになっていた。
銀二郎（ぎんじろう）
鷹臣が連れている白いアライグマ。当初は名前が決まっておらず、読者公募によって名付けられた。銀二郎がつぐみのパンを奪い木の上に逃げたことが、つぐみと鷹臣の出会いのきっかけとなった。
白鳥綾華（しらとり あやか）
白鳥女学館高等部二年生。白鳥女学館理事長の孫娘で生徒会長を務める。ウェーブがかった長い黒髪をした気品ある美女で、校内外から人気がある。前年度のミス・マドンナであり、その比類なき才色兼備さから史上初の二連覇ミス・マドンナとなるはずだった。元気で目立つつぐみを以前から目にかけており、新風を巻き込んでくれそうだからとつぐみが次のミス・マドンナになった事を喜んでいる。穏やかで微笑みを絶やさないが、有無を言わせない妙な威圧感を持ち合わせている。
リュミエール
白鳥女学館の教員。何故か伯爵と称される。フランス語を多用するが、国籍は不明の変態教師。中世ヨーロッパを思わせる華美な衣装に身を包む。ミス・マドンナを決めるための白羽の矢を放つ役を担当していた。誤ってつぐみをミス・マドンナにしてしまった事を悔やみつつも、挫けずに立ち居振る舞いから乗馬までミス・マドンナに必要な様々な教養をスパルタ教育でつぐみに叩きこむ。
紅孔雀珠代（べにくじゃく たまよ）
紅孔雀女学園学園長の孫娘にして生徒会長を務める。紅孔雀女学園が伝統・格式の上では白鳥に引けを取っていないのに、世間的には白鳥の方がもてはやされている事を不満に思い、白鳥に強い対抗心を持っている。古式ゆかしい縦ロールヘアをしている。何かと白鳥の行事の邪魔をしてくる。
烏丸（からすま）
白鳥・青鶴・紅孔雀と比すると庶民的な軽鴨学園の男子生徒。かつて偽の告白成功50人切りという企画のためにつぐみに嘘の告白をして恥をかかせた人物。